# Walker, Texas Ranger
Walker, Texas Ranger (em Portugal: Walker, o Ranger do Texas, no Brasil: Walker, Texas Ranger) é uma série de televisão americano, criada por Christopher Canaan, Albert S. Ruddy, Leslie Greif e Paul Haggis. A série foi produzida pela rede de TV CBS e transmitida de 1993 a 2001.

## Elenco
- Chuck Norris : Cordell Walker
- Clarence Gliyard Jr. : Jimmy Trivette
- Sheree J. Wilson : Alex Cahill
- Noble Willingham : C.D.Parker
- Selena Gomez: Julie